# Albert Cramer
Albert Cramer (* 22. Mai 1943 in Warstein; † 20. November 2012 ebenda) war ein deutscher Unternehmer und Inhaber der Warsteiner Brauerei.

## Leben
Albert Cramer wuchs mit drei Schwestern im sauerländischen Warstein auf und studierte nach seinem Abitur am jesuitischen Aloisiuskolleg in Bad Godesberg Betriebswirtschaftslehre an der Universität zu Köln. Dort wurde er Mitglied der KDStV Rheno-Bavaria Köln im Cartellverband der katholischen deutschen Studentenverbindungen. Nach dem Abschluss des Studiums war er zunächst in der Unternehmensberatung Kienbaum tätig und wurde 1968 von seinem Vater Paul Cramer und dessen Neffen Claus in den Familienbetrieb eingebunden und in achter Generation in der Cramer-Gruppe tätig.
Er war seit 1985 mit Übernahme der Anteile seines Vaters und Kauf der Anteile seines Vetters Claus (200 Millionen DM) Alleininhaber der Warsteiner-Gruppe und baute in den 1990er Jahren die Haus-Cramer-Gruppe zu einer führenden Großbrauerei in Deutschland aus. Neben der 1753 gegründeten Warsteiner Brauerei, einer der erfolgreichsten Privatbrauereien Deutschlands, gehören auch die Paderborner Brauerei (Paderborner, Isenbeck, Weissenburg), die Herforder Brauerei und eine Beteiligung an der König Ludwig Schlossbrauerei Kaltenberg (König Ludwig Dunkel, König Ludwig Weissbier), und über Anteile an der Privatbrauerei Frankenheim in Düsseldorf zur Gruppe. Er steigerte den Jahresausstoß von 1968 mit 300.000 auf über 6 Millionen Hektoliter 2012 bei einem Jahresumsatz von mehr als 520 Millionen Euro, bei rund 2300 Mitarbeitern, mit Vertriebsgesellschaften in den USA, Italien, Argentinien und den Niederlanden. Zum Konzern gehörte auch die Welcome-Hotelkette.
Cramer war leidenschaftlicher Ballonfahrer und Teilnehmer von Montgolfiaden. 1996 gründete er die Warsteiner Internationale Montgolfiade. Mit Marketing in der Formel 1 machte er die Marke Warsteiner ab 1990 international bekannt; darüber hinaus förderte er den internationalen Ski- und Reitsport. Sein Spitzname war „AC“.
Der bekennende Katholik Cramer engagierte sich bei vielen gemeinnützigen Aktionen, insbesondere in seiner sauerländischen Heimat. Er gründete unter anderem die nach seinem Vater benannte Paul-Cramer-Stiftung und unterstützte katholische Kirchengemeinden in Warstein und dem Erzbistum Paderborn sowie internationale Kinderhilfsprojekte, wie den Bau mehrerer SOS-Kinderdörfer und anderer Dritte-Welt-Einrichtungen in Südamerika und Afrika.
Er starb an einer Krebs-Erkrankung. Cramer hinterließ aus seiner ersten Ehe mit Marianne („Nanni“) drei Töchter, von denen seine jüngste Tochter Catharina die Nachfolge antrat.

## Ehrungen
- Bundesverdienstkreuz am Bande (17. Mai 1979)[6][4]
- Bundesverdienstkreuz 1. Klasse (10. Dezember 1984)[6]
- Bürgerpreis 2012 der Bürgerstiftung Warstein[7]